# NGC 122
NGC 122 je zvijezda u zviježđu Kitu.

## Vanjske poveznice
- SEDS: NGC 0122